# 33 Геркулеса
33 Геркулеса (лат. 33 Herculis), Y Геркулеса (лат. Y Herculis), HD 149805 — двойная звезда в созвездии Геркулеса на расстоянии приблизительно 1 017 световых лет (около 312 парсек) от Солнца. Видимая звёздная величина звезды — +7,3m.

## Характеристики
Первый компонент — бело-голубая звезда спектрального класса B9, или B9,5V. Масса — около 4,127 солнечной, радиус — около 3,881 солнечного, светимость — около 74,97 солнечной. Эффективная температура — около 9300 K.
Ранее считалась переменной звездой, но дальнейшие наблюдения переменности не подтвердили.
Второй компонент — коричневый карлик. Масса — около 19,03 юпитерианской. Удалён в среднем на 2,399 а.е..